# Nieva (Spanyolország)
Nieva település Spanyolországban, Segovia tartományban. Nieva Santa María la Real de Nieva, Melque de Cercos, Juarros de Voltoya, Aldeanueva del Codonal, Nava de la Asunción, Domingo García és Ortigosa de Pestaño községekkel határos. Lakosainak száma 256 fő (2024).

## Népesség
A település népessége az elmúlt években az alábbi módon változott:
| Lakosok száma | 359  | 346  | 353  | 348  | 344  | 319  | 284  | 264  | 255  | 256  |
|               | 2001 | 2004 | 2007 | 2009 | 2012 | 2014 | 2017 | 2019 | 2022 | 2024 |